# Chronologie du sport du Ve au XIIe siècle

Chronologie du sport
- Chronologie du sport dans la Rome antique - Chronologie du sport du Ve au XIIe siècle - XIIIe siècle en sport

## Bandy
- 1001-1100 : Les jeux qui sont acceptés comme prédécesseurs directs du bandy ont été enregistrés dans les registres des monastères russes datant de cette période[1].

## Course de chars
- 13 janvier 532 : Sédition Nika : émeute à Constantinople après l’annulation des courses du jour à l’hippodrome. Les supporters des deux écuries traditionnellement rivales (Verts et Bleus) manifestèrent en effet unanimement leur hostilité envers l’empereur Justinien dès son arrivée en tribune ! Ce mouvement d’humeur était en fait téléguidé par des raisons politiques. Les supporters mirent la ville à sac pendant cinq jours tandis que l’empereur préparait sa fuite… Justinien renonça finalement à fuir et ordonna le massacre des mécontents ; 40 000 morts, dont plus de 35 000 hommes et plusieurs centaines de femmes. Cette tragédie est connue sous le nom « d’épisode de Nika » en raison du cri « Nika ! Nika ! » (« Gagne ! Gagne ! ») que scandaient les supporters de courses de chars. La faction des Verts est anéantie, mais se reforme bien vite…

## Cricket
- 17 janvier 1597 :un tribunal de Guildford a entendu un coroner de 59 ans, John Derrick, qui a témoigné que lorsqu’il était érudit à la « Free School at Guildford », cinquante ans plus tôt, « lui et divers de ses camarades couraient et jouaient à creckett et autres plaies [sic] » sur des terres communales qui faisaient l’objet du présent différend juridique, confirmant que le sport y était pratiqué par des écoliers vers 1550. Il est peut-être significatif que le cricket soit le seul des « plaies » à être spécifiquement nommé.

## Gladiature
- 439 : derniers combats de gladiateurs à Rome, soit deux siècles après les premiers interdits de l’empereur Constantin.

## Golf
XIIe siècle en sport : la théorie la plus largement acceptée est que le golf (tel qu’il est pratiqué aujourd’hui) est originaire d’Écosse au XIIe siècle avec des bergers frappant des pierres dans des terriers de lapin sur le site maintenant occupé par le Royal and Ancient Golf Club of St Andrews. L’origine réelle du golf, cependant, est contestée.

## Joutes nautiques
- 2 juin 1175 : tournoi de joutes nautiques à Lyon à l’occasion du millénaire de la persécution des Chrétiens.

## Omnisports
- 426 : l’empereur romain d’Orient Théodose II fait incendier les installations d’Olympie. Byzance, la « Nouvelle Rome », n’abandonne toutefois pas les courses de chars qui suscitent toujours une ferveur très romaine. En Occident, en revanche, les courses de chars meurent lentement.
- 469 : la chrétienté d’occident rejette tous les sports, mais Sidoine Apollinaire, futur évêque de Clermont, concède un penchant pour la pratique des jeux de ballons.
- 802 : le Capitulare missorum generale carolingien interdit aux clercs la pratique des « jeux vains », c’est-à-dire le sport. Depuis l’Antiquité, la pratique sportive populaire n’a pas disparu, et malgré l’interdit religieux, les clercs eux-mêmes pratiquaient ces activités.

## Soule
- 1066 : Guillaume le Conquérant prend pied en Angleterre. Introduction probable de la soule française (sans doute normando-picarde) outre-Manche.
- v. 1174[4] : première mention écrite de la soule en France. Le jeu oppose deux équipes qui se disputent un ballon qu’il faut déposer dans un but. C’était certes viril, très viril même, mais tous les coups n’étaient pas permis, comme on le croit trop souvent. La soule, qui passe aujourd’hui pour brouillonne et violente, était en fait très codifiée et pas si barbare que les fameuses « lettres de rémission » le laissent entendre. Les cas évoqués par ces sources sont tous, par définition, des affaires judiciaires, avec leurs cohortes de blessés et même de morts donnant, à tort, l’image d’une mêlée ultra violente. Comme le signalent ainsi nombre de plaignants, « ce n’est comme cela qu’on pratique la soule ».
- 1174 : publication en Angleterre de La Vie de saint Thomas Becket de William Fitzstephen qui mentionne la pratique courante des jeux de ballons outre-Manche (soule / football).

## Sport précolombien
- 600 - 950 : apogée de la civilisation Maya ; jeux sacrificiels dans l’arène. L’archéologie a révélé un nombre important d’aires de jeu. Au moins deux jeux de balle existaient et on s’interroge sur le sort des joueurs après les matches ; certains étaient-ils sacrifiés ?

## Sumo
- 642 : début du premier règne de l’impératrice japonaise Kōgyoku (642-645). Cette dernière assiste à un combat de sumo.
- 724 : début du règne de l’empereur japonais Shōmu (724-749) marqué par la multiplication des tournois de sumo. Le grand tournoi annuel est le Sechie (?) qui se tient le ?. Il réunit les meilleurs combattants du pays.

## Tournoi
- 842 : première mention de tournoi[5]. Cet authentique art martial consiste à livrer une véritable bataille, mais « sans haine ». Les combats se pratiquaient à armes réelles provoquant de très nombreux accidents mortels. Préparation militaire très efficace, ces Conflictus Gallici auraient pris naissance en Gaule durant l’Antiquité tardive pour s’exporter ensuite avec succès… Nombre de chevaliers sont adoubés à l’issue de tournois. La violence « sans haine » des tournois est souvent plus importante qu’à la guerre où le but du jeu est plutôt de faire des prisonniers afin d’obtenir des rançons.
- Mars 1000 : à l’occasion de la Pâques, un grand tournoi rassemble la fine fleur de la chevalerie champenoise à Troyes. Nombreux morts et blessés (sources non fiables). Dans la deuxième moitié du XIIe siècle : la pratique touche l'ensemble de l'Europe[6].
- 1130 : au concile de Clermont, le pape Innocent II interdit énergiquement la pratique du tournoi. La chevalerie française ne tient aucun compte de cette interdiction…
- 1179 : au concile de Latran, le pape Alexandre III condamne la pratique du tournoi. Malgré la multiplication de ces interdits, le tournoi reste l’activité la plus prisée par les chevaliers qui peuvent y montrer leur force et leur endurance. La chevalerie française, qui accumule les victoires en tournoi comme sur les champs de bataille ne conçoit pas de mettre un terme à cet « art de vivre ».
- 19 août 1186 : le duc de Bretagne Geoffroy II Plantagenêt trouve la mort dans un tournoi à Paris.